# Сливное (озеро, Костанайская область)
Сливное  — озеро в Сарыкольском районе Костанайской области Казахстана. Находится в 7 км к юго-западу от посёлка Караоба.
По данным топографической съёмки 1944 года, площадь поверхности озера составляет 5,87 км². Наибольшая длина озера — 5,7 км, наибольшая ширина — 1,7 км. Длина береговой линии составляет 14,4 км, развитие береговой линии — 1,67. Озеро расположено на высоте 95,9 м над уровнем моря.
По данным обследования экспедицией ГГИ от 15 октября 1956 года, площадь поверхности озера составляет 5,7 км². Максимальная глубина — 1,6 м, объём водной массы — 5,6 млн. м³, общая площадь водосбора —  км².